# Monoxia sordida
Monoxia sordida är en skalbaggsart som först beskrevs av J. L. Leconte 1858.  Monoxia sordida ingår i släktet Monoxia och familjen bladbaggar. Inga underarter finns listade i Catalogue of Life.